# غورييفاتس
غورييفاتس هي قرية في البوسنة والهرسك. وهي تقع على أراضي مدينة بيهاتش التابعة لكانتون يونا-سانا في اتحاد البوسنة والهرسك. طبقا لنتائج تعداد البوسنة عام 2013، فقد كان عدد سكانها أقل من أو يساوي 10.

## التركيبة السكانية

### التطور التاريخي للسكان
| 1961 | 1971 | 1981 | 1991 | 2013 |
| ---- | ---- | ---- | ---- | ---- |
| 254  | 169  | 135  | 103  | ≤ 10 |

## وصلات خارجية
- (بالإنجليزية) Maplandia